# Stanisław Poczęsny
Stanisław Poczęsny (ur. 7 września 1922 w Ujkowie Nowym, zm. 25 czerwca 2003) – polski górnik, poseł na Sejm PRL IV i V kadencji.

## Życiorys
Uzyskał wykształcenie podstawowe. Od 1942 pracował w Zakładach Górniczo-Hutniczych „Bolesław” w Bukownie, kolejno jako robotnik, młodszy górnik, górnik przodowy, strzałowy i brygadzista. W 1953 wstąpił do Polskiej Zjednoczonej Partii Robotniczej, był członkiem egzekutywy przy wydziale górniczym. Był inicjatorem współzawodnictwa pracy przy eksploatowaniu chodników szybkościowych. W 1965 i 1969 uzyskiwał mandat posła na Sejm PRL w okręgu Chrzanów, przez dwie kadencje zasiadał w Komisji Budownictwa i Gospodarki Komunalnej.
Jego żoną była Edwarda Poczęsna (1925–2011), a synem poeta Lucjan Stanisław Poczęsny (1948–2011). Pochowany na cmentarzu parafii Macierzyństwa Najświętszej Maryi Panny i św. Michała Archanioła w Bolesławiu.

## Odznaczenia
- Order Sztandaru Pracy II klasy
- Złoty Krzyż Zasługi
- Srebrny Krzyż Zasługi
- Odznaka 1000-lecia Państwa Polskiego (1966)[3]
- Złota Odznaka Przodownika Pracy
- Srebrna Odznaka Przodownika Pracy